# Biserica Intrarea în Biserică a Maicii Domnului din Șimleu Silvaniei
Biserica „Intrarea în Biserică a Maicii Domnului” din Șimleu Silvaniei a fost construită în anii 1871-1873 ca biserică română unită (greco-catolică). Lăcașul este situat în centrul localității Șimleu Silvaniei și nu are statut de monument istoric.
Din anul 1948, cu o întrerupere în 1990, lăcașul este folosit de Biserica Ortodoxă Română. În 1990 preotul Gheorghe Țurcaș și enoriașii care s-au declarat greco-catolici au fost scoși afară din lăcaș, cu sprijinul autorităților regimului Ion Iliescu.

## Istoric

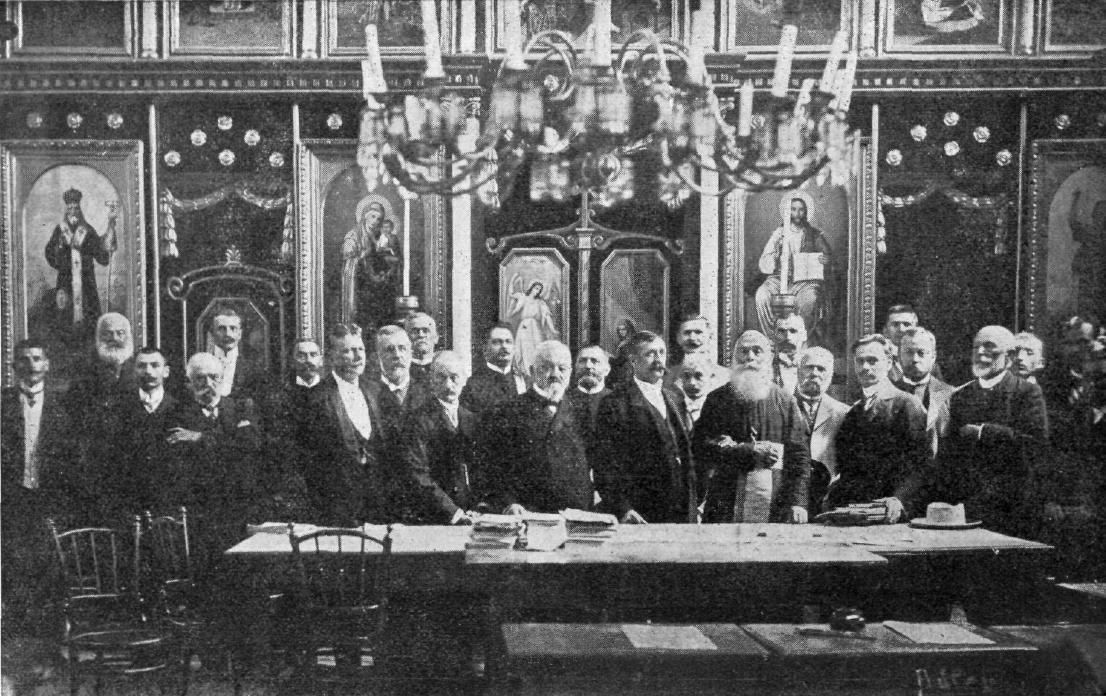
Ședința ASTRA, 7 august 1908.

În perioada 7-9 august 1908 în această biserică s-a întrunit conducerea ASTRA, la invitația preotului paroh Alimpiu Barbulovici, președintele despărțământului ASTRA din comitatul Sălaj.